# العلاقات الأفغانية اللاتفية
العلاقات الأفغانية اللاتفية هي العلاقات الثنائية التي تجمع بين أفغانستان ولاتفيا.

## مقارنة بين البلدين
هذه مقارنة عامة ومرجعية للدولتين:
| وجه المقارنة                                              | أفغانستان                    | لاتفيا                                             |
| --------------------------------------------------------- | ---------------------------- | -------------------------------------------------- |
| المساحة (كم2)                                             | 652.23 ألف                   | 64.59 ألف                                          |
| عدد السكان (نسمة)                                         | 34.94 مليون                  | 1.93 مليون                                         |
| الكثافة السكانية (ن./كم²)                                 | 53.57                        | 29.88                                              |
| العاصمة                                                   | كابل                         | ريغا                                               |
| اللغة الرسمية                                             | اللغة البشتوية، اللغة الدرية | اللغة اللاتفية                                     |
| العملة                                                    | أفغاني                       | يورو، لاتس لاتفي، الروبل اللاتفي ‏، الروبل اللاتفي ‏ |
| الناتج المحلي الإجمالي (بليون دولار)                      | 20.82 مليار                  | 30.26 مليار                                        |
| الناتج المحلي الإجمالي (تعادل القوة الشرائية) بليون دولار | 62.62 مليار                  | 49.24 مليار                                        |
| الناتج المحلي الإجمالي الاسمي للفرد دولار أمريكي          | 594                          | 14.06 ألف                                          |
| الناتج المحلي الإجمالي للفرد دولار أمريكي                 | 1.93 ألف                     | 23.55 ألف                                          |
| مؤشر التنمية البشرية                                      | 0.479                        | 0.819                                              |
| رمز المكالمات الدولي                                      | +93                          | +371                                               |
| رمز الإنترنت                                              | .af                          | .lv                                                |
| المنطقة الزمنية                                           | ت ع م+04:30                  | ت ع م+02:00، ت ع م+03:00، أوروبا/ريغا ‏             |

## مدن متوأمة
في ما يلي قائمة باتفاقيات التوأمة بين مدن أفغانية ولاتفية:
- ترتبط میمنه مع بلدية أوغري باتفاقية توأمة منذ 2011.

## منظمات دولية مشتركة
يشترك البلدان في عضوية مجموعة من المنظمات الدولية، منها:
| علم المنظمة | اسم المنظمة                               | تاريخ انضمام أفغانستان | تاريخ انضمام لاتفيا |
| ----------- | ----------------------------------------- | ---------------------- | ------------------- |
|             | مؤسسة التنمية الدولية                     | 2 فبراير 1961          | 11 أغسطس 1992       |
|             | يونسكو                                    | 4 مايو 1948            | 9 يوليو 1951        |
|             | وكالة ضمان الاستثمار متعدد الأطراف        | 16 يونيو 2003          | 21 أغسطس 1998       |
|             | الأمم المتحدة                             | 19 نوفمبر 1946         | 17 سبتمبر 1991      |
|             | الاتحاد البريدي العالمي                   | ?                      | ?                   |
|             | البنك الدولي للإنشاء والتعمير             | 14 يوليو 1995          | 11 أغسطس 1992       |
|             | الاتحاد الدولي للاتصالات                  | 12 أبريل 1928          | 11 ديسمبر 1921      |
|             | منظمة حظر الأسلحة الكيميائية              | ?                      | ?                   |
|             | مؤسسة التمويل الدولية                     | 23 سبتمبر 1957         | 29 سبتمبر 1993      |
|             | المركز الدولي لتسوية المنازعات الاستشارية | 25 يوليو 1968          | 7 سبتمبر 1997       |
|             | منظمة الشرطة الجنائية الدولية             | ?                      | ?                   |

## وصلات خارجية
- موقع وزارة الخارجية الأفغانية
- موقع وزارة الخارجية اللاتفية